# Damernas hopp i gymnastik vid olympiska sommarspelen 1980
Damernas hopp i gymnastik vid olympiska sommarspelen 1980 avgjordes den 21-25 juli i Sports Palace of the Central Lenin Stadium.

## Medaljörer
| Gren          | Guld                                | Silver                    | Brons                |
| Damernas hopp | Natalja Sjaposjnikova Sovjetunionen | Steffi Kraker Östtyskland | Melita Ruhn Rumänien |

## Resultat

### Final
| Placering | Gymnast                     | C      | O      | Kval  | Final | Totalt |
| --------- | --------------------------- | ------ | ------ | ----- | ----- | ------ |
|           | Natalja Sjaposjnikova (URS) | 10,000 | 9,800  | 9,900 | 9,825 | 19,725 |
|           | Steffi Kraker (GDR)         | 9,950  | 9,900  | 9,925 | 9,750 | 19,675 |
|           | Melita Rühn (ROU)           | 9,750  | 10,000 | 9,875 | 9,775 | 19,650 |
| 4         | Jelena Davydova (URS)       | 9,900  | 9,900  | 9,900 | 9,675 | 19,575 |
| 5         | Nadia Comăneci (ROU)        | 9,950  | 9,900  | 9,925 | 9,425 | 19,350 |
| 6         | Maxi Gnauck (GDR)           | 9,950  | 9,900  | 9,925 | 9,375 | 19,300 |